# Marc Le Fur
Marc Le Fur, né le 28 novembre 1956 à Dakar (Sénégal), est un haut fonctionnaire et homme politique français. Membre du parti Les Républicains (LR), il est député des Côtes-d'Armor entre 1993 et 1997 et à nouveau de 2002 à 2024.
Vice-président de l'Assemblée nationale de juin 2007 à juin 2022 avec de brèves intermèdes en 2012 et 2017, il est président du groupe droite et centre du conseil régional de Bretagne entre décembre 2015 et juin 2021 puis s'efface aux législatives 2024 au profit de son fils Corentin Le Fur .

## Biographie

### Jeunesse et études
Marc Le Fur suit des études d'histoire et obtient une licence d'histoire. Il est diplômé de l'Institut d'études politiques de Paris en 1978. Il est admis à l'École nationale d'administration, dont il sort en 1983 (promotion Solidarité).

### Parcours professionnel
Il intègre le corps préfectoral, en qualité de sous-préfet, directeur de cabinet du préfet des Côtes-du-Nord. Un an plus tard, il devient directeur de cabinet du préfet de la région Picardie à Amiens, avant d'intégrer le cabinet d'Édouard Balladur, ministre de l'Économie et des Finances, entre 1986 et 1988. En 1988, il quitte Bercy et rejoint le ministère de l'Intérieur, où il travaille à l'Inspection générale de l'administration. En 1990, il rentre dans la fonction publique territoriale, au poste de directeur général des services du conseil général des Deux-Sèvres, où il participera à la mise en œuvre des lois de décentralisation.
Après avoir été battu aux élections législatives de 1997, il devient auditeur à la 51e promotion de l'Institut des hautes études de défense nationale puis rejoint l'Institut des hautes études de sécurité intérieure, qui regroupe des spécialistes de la sécurité, et s'occupe des dossiers de coopération internationale.

### Parcours politique
Marc Le Fur s'engage dans l'action politique en Bretagne après avoir été directeur de cabinet du préfet des Côtes-du-Nord, dès 1984. Aux côtés de Bertrand Cousin, ancien député des Côtes-du-Nord, il anime le Club 89 du département.
En 1993, il est élu député de la troisième circonscription des Côtes-d'Armor. Il se fait alors connaître comme l'un des spécialistes des questions agricoles à l'Assemblée nationale. En 1994, il est battu lors des élections cantonales dans le canton de Quintin. En 1997, à l'issue de la dissolution de l'Assemblée nationale, il perd son siège de député.
En 1998, il est élu conseiller régional de Bretagne sur la liste menée par Josselin de Rohan. En 2001, il se présente de nouveau aux élections cantonales dans le canton de Quintin et est élu. Il ne quittera son siège qu'en 2015 pour se présenter à la tête de la liste de la droite et du centre aux élections régionales en Bretagne.
En 2002, Marc Le Fur est à nouveau élu député de la 3e circonscription des Côtes-d'Armor où il sera réélu en 2007, 2012 puis 2017. En 2007, Marc Le Fur est élu vice-président de l'Assemblée nationale, fonction qu'il occupe dès lors sans discontinuer. Il est membre de la commission des Finances où il est rapporteur spécial du budget de la police et de la gendarmerie de 2002 à 2007, puis du budget des préfectures au Ministère de l'Intérieur de 2007 à 2012. En tant que vice-président de l'Assemblée nationale, il est président de la délégation de la recevabilité des propositions de loi.
En 2015, tête de liste de la droite et du centre pour les élections régionales en Bretagne, il essuie un échec. Sa liste obtient moins de 30 % et 18 sièges, soit deux de moins que lors de l'exercice précédent, contre 51 % à la liste de gauche et 19 % au FN, lequel entre au conseil régional.
Le 18 juin 2017, Marc Le Fur est réélu député de la 3e circonscription des Côtes d'Armor avec 54,32  % des voix. Il demeure membre de la commission des Finances. En novembre 2017, il est élu vice-président de l'Assemblée nationale.
Lors des élections législatives de 2022, il est réélu pour un sixième mandat, et un cinquième d'affilée, remportant le second tour avec 64,87 % des voix face au candidat de la Nupes Antoine Ravard,,. Il s'agit de son meilleur score. Il est candidat au poste de questeur de l’Assemblée face à Éric Ciotti en juillet 2023. Il obtient 13 votes, contre 47 pour son adversaire.
Après la dissolution de l'Assemblée nationale le 9 juin 2024,  en raison de problèmes de santé il se retire de la vie publique et s'efface devant son fils Corentin Le Fur.

#### Au sein de la droite
Lors de la primaire de la droite et du centre de 2016, il parraine la candidature de Hervé Mariton, puis se rallie à celle de François Fillon.
Il parraine Laurent Wauquiez pour le congrès des Républicains de 2017, lequel est élu président du parti à l'issue du scrutin.

## Activité législative

### Questions sociétales
Début 2013, il propose d'autoriser la célébration de mariages religieux sans qu'ils soient précédés de mariages civils.

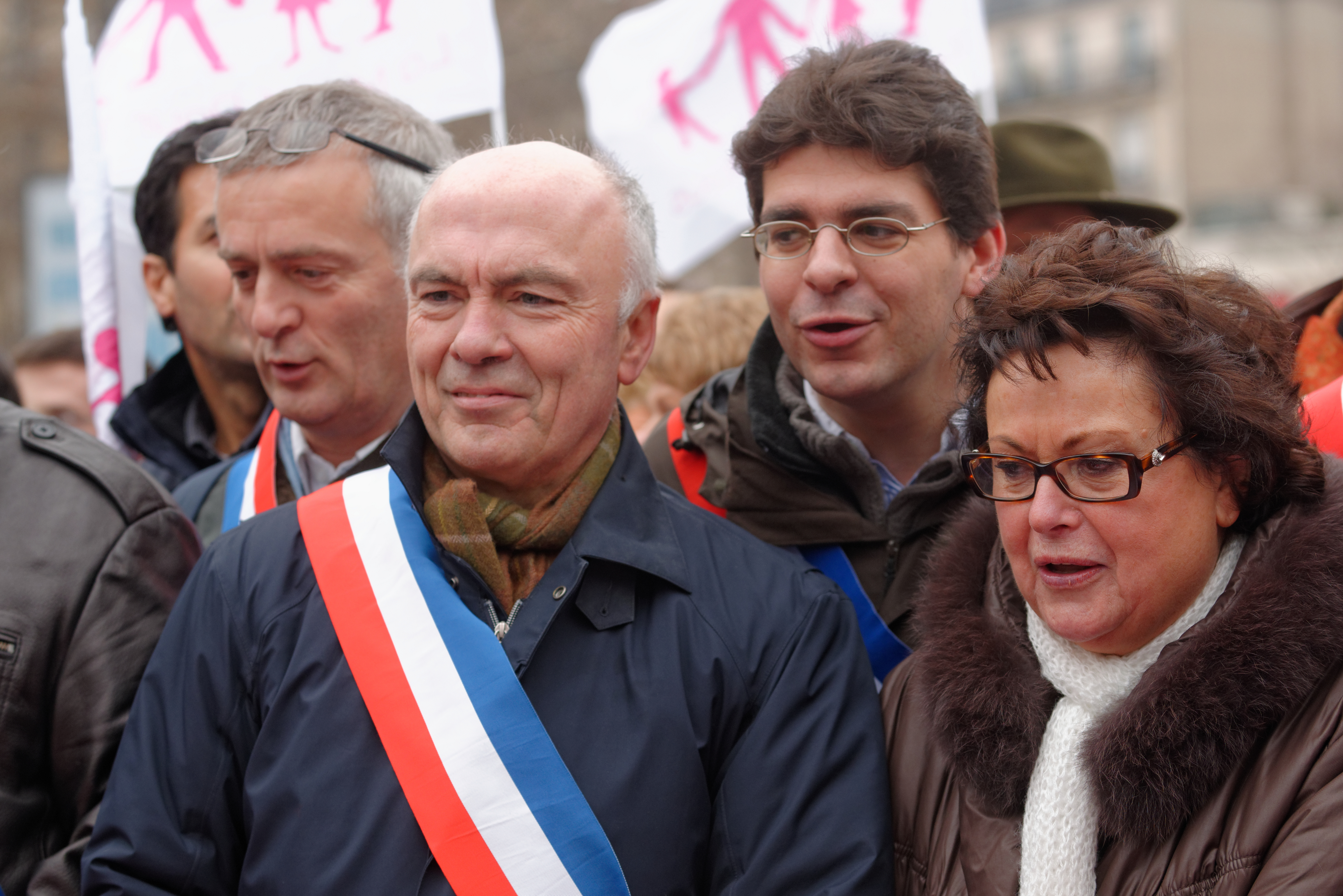
Marc Le Fur et Christine Boutin lors de la « Manif pour tous » en janvier 2013.

Très en pointe dans la lutte contre le mariage homosexuel, il attire plusieurs fois l'attention des médias, notamment lorsqu'il diffuse sur Twitter une photo, largement reprise par la presse, légendée « mariage gay, adoption, GPA, PMA : ce député décide du sort de nos enfants… exigeons un référendum » et montrant le député de la majorité Thomas Thévenoud (PS) — et non Guillaume Bachelay contrairement à ce qui était dit sur le tweet — jouant au scrabble en ligne sur sa tablette, pendant les débats de l'Assemblée nationale. Il déclare en 2012 que légaliser l'adoption pour les couples homosexuels reviendrait à dire que pour certains « l'enfant est simplement un produit de consommation » et que le gouvernement entend « imposer par la force » la loi. Dominique Bertinotti, ministre déléguée à la famille, considère que ces propos « n'honorent pas » le député et lui répond : « Au moment du PACS, vous annonciez la fin du monde. La fin du monde n'a pas eu lieu. ». Il est sanctionné par la conférence des présidents de l'Assemblée nationale après les violences commises le 19 avril 2013 lors du débat ouvrant le droit au mariage des couples homosexuels.
Sur la question de l'euthanasie, il est accusé d'obstruction parlementaire en avril 2021 car il a soumis, avec 4 autres députés LR (Xavier Breton, Patrick Hetzel, Julien Ravier et Frédéric Reiss), 2 300 amendements (soit les trois quarts des amendements) à la proposition de loi sur la fin de vie défendue par le député Olivier Falorni, retardant les discussions et empêchant l'adoption du texte dans le temps imparti.

### Monde agricole
Défenseur de l'industrie agroalimentaire bretonne, il propose en 2022 un amendement au Projet de loi de finances (PLF) nº273 pour 2023, visant à modifier le code général des impôts de manière à exclure du bénéfice de la réduction d'impôt « les dons aux associations dont les adhérents sont reconnus coupables d'actes d'intrusion sur les propriétés privées agricoles et établissements industriels ou d'actes de violence vis-à-vis de professionnels », adopté le 5 octobre 2022 en Commission des finances par les députés,. Cet amendement visant notamment L214 critiqué par de nombreuses associations est finalement rejeté en séance publique.

### Bretagne
Il est l'auteur de l'amendement à l'origine de l'introduction des langues régionales dans la Constitution française dans l'article 75-1 de la Constitution.
Il est partisan du rattachement du département de la Loire-Atlantique à la région Bretagne, pour réunifier la Bretagne historique.
En octobre et novembre 2013, il s'oppose à l'instauration de l'écotaxe sur les transports routiers par poids-lourds. Il participe notamment à la manifestation organisée par le Mouvement des Bonnets rouges (« des vrais gens qui ne se sentent plus du tout entendus » selon lui) à Quimper le 2 novembre 2013.

## Décorations
- Chevalier de la Légion d'honneur le 11 juillet 2025[35].

## Vie privée
Père de cinq enfants d'un premier mariage, il est veuf à la suite du décès de son épouse Nathalie en 2009. Il se remarie le 26 août 2017 avec Marine de Carné, ambassadrice de France à Monaco de 2016 à 2019.